# Drimia convallarioides
Drimia convallarioides är en sparrisväxtart som först beskrevs av Carl von Linné d.y., och fick sitt nu gällande namn av John Charles Manning och Peter Goldblatt. Drimia convallarioides ingår i släktet Drimia och familjen sparrisväxter. Inga underarter finns listade i Catalogue of Life.